# Astalotesia bucurvata
Astalotesia bucurvata là một loài bướm đêm trong họ Geometridae.